# فهرست قنات‌های شهرستان ممسنی
جدول زیر بر اساس آمار وزارت جهاد کشاورزی تهیه شده‌است. فهرست زیر قنات‌های شهرستان ممسنی در استان فارس را نشان می‌دهد.
| نام قنات           | موقعیت                        | نزدیک‌ترین روستا     | طول قنات (متر) | تعداد میله چاه | عمق مادر چاه | دبی (لیتر بر ثانیه) | سطح زیر کشت (هکتار) |
| ------------------ | ----------------------------- | ------------------- | -------------- | -------------- | ------------ | ------------------- | ------------------- |
| اسلام‌آباد          | بخش مرکزی شهرستان ممسنی       | اسلام‌آباد           | ۱۴۰۰           | ۱۲۸            | ۱۰           | ۲۰                  | ۲۰۰                 |
| بنیان سفلی         | بخش مرکزی شهرستان ممسنی       | بینان علیا          | ۴۶۰            | ۴۳             | ۱۶           | ۳۰                  | ۱۶۰                 |
| بنیان علیا         | بخش مرکزی شهرستان ممسنی       | بنیان علیا          | ۳۲۰            | ۳۴             | ۱۳           | ۴۰                  | ۸۵                  |
| بیدکرزماهور        | بخش ماهورمیلاتی شهرستان ممسنی | بیدکرزماهور         | ۱۴۰۰           | ۹۹             | ۱۵           | ۸                   | ۱۰۰                 |
| توان               | بخش ماهورمیلاتی شهرستان ممسنی | توان                | ۱۴۵۰           | ۱۲۵            | ۸            | ۳                   | ۷۵                  |
| رازیانه کاری       | بخش مرکزی شهرستان ممسنی       | رازیانه کاری        | ۱۴۰۰           | ۱۰۴            | ۲۰           | ۱۰                  | ۷۰                  |
| سراب سلطان         | بخش مرکزی شهرستان ممسنی       | قلعه کهنه و موردابی | ۲۳۰            | ۳              | ۳۰           | ۱۵                  | ۱۵۰                 |
| سرپیرشکستان        | بخش ماهورمیلاتی شهرستان ممسنی | سرپیرشکستان         | ۶۰             | ۴              | ۱۵           | ۷                   | ۲۰                  |
| قنات جوزار         | بخش مرکزی شهرستان ممسنی       | جوزایکشیر           | ۴۰۰            | ۲۴             | ۱۲           | ۰                   | ۲۰۰                 |
| قنات مبانه یزدمگان | بخش مرکزی شهرستان ممسنی       | میانه               | ۷۰۰            | ۵۰             | ۱۰           | ۰                   | ۳۰                  |
| مادردختر           | بخش مرکزی شهرستان ممسنی       | مادردختر            | ۷۰             | ۵              | ۳            | ۱۵                  | ۱۰۰                 |
| مازاده درب آهن     | بخش مرکزی شهرستان ممسنی       | امازاده             | ۲۲۴            | ۹              | ۲۰           | ۲۰                  | ۱۰۵                 |
| کازرگاه            | بخش مرکزی شهرستان ممسنی       | کازرگاه             | ۲۰۰۰           | ۵۵             | ۳۰           | ۱                   | ۱۰۰                 |
| کلگاه سفلی         | بخش مرکزی شهرستان ممسنی       | کلگاه               | ۱۵۰۰           | ۱۳۰            | ۲۱           | ۱۰                  | ۳۰                  |
| گوشه بردنگان       | بخش مرکزی شهرستان ممسنی       | گوشه                | ۳۰۰            | ۶۰             | ۱۰           | ۰                   | ۲۰                  |